# George W. Hulick

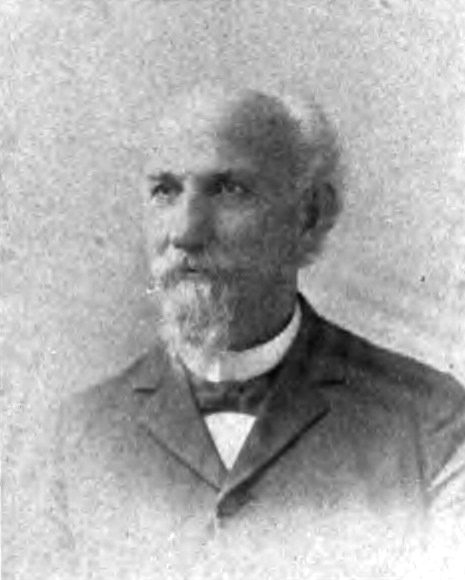
George W. Hulick (1896)

George Washington Hulick (* 29. Juni 1833 in Batavia, Ohio; † 13. August 1907 ebenda) war ein US-amerikanischer Politiker. Zwischen 1893 und 1897 vertrat er den Bundesstaat Ohio im US-Repräsentantenhaus.

## Werdegang
George Hulick besuchte die öffentlichen Schulen seiner Heimat und danach das Farmer’s College nahe Cincinnati. Danach war er für zwei Jahre als Lehrer tätig. Für einige Zeit leitete er auch die Pleasant Hill Academy. Nach einem Jurastudium und seiner 1857 erfolgten Zulassung als Rechtsanwalt begann er in Batavia in diesem Beruf zu arbeiten. Zu Beginn des Bürgerkrieges diente er zwischen April und August 1861 als Freiwilliger einer Infanterieeinheit aus Ohio im Heer der Union. Dabei wurde er zum Hauptmann seiner Einheit gewählt. Zwischen 1864 und 1867 war Hulick Nachlassrichter im Clermont County. Neun Jahre lang gehörte er dem dortigen Bildungsausschuss an. Politisch schloss er sich der Republikanischen Partei an. Im Mai 1868 nahm er als Delegierter an der Republican National Convention in Chicago teil, auf der General Ulysses S. Grant als Präsidentschaftskandidat nominiert wurde.
Bei den Kongresswahlen des Jahres 1892 wurde Hulick im sechsten Wahlbezirk von Ohio in das US-Repräsentantenhaus in Washington, D.C. gewählt, wo er am 4. März 1893 die Nachfolge von Dennis D. Donovan antrat. Nach einer Wiederwahl konnte er bis zum 3. März 1895 zwei Legislaturperioden im Kongress absolvieren. Im Jahr 1896 wurde er von seiner Partei nicht mehr zur Wiederwahl nominiert. Nach dem Ende seiner Zeit im US-Repräsentantenhaus praktizierte George Hulick wieder als Anwalt in Batavia, wo er am 13. August 1907 starb.